# Watsonian

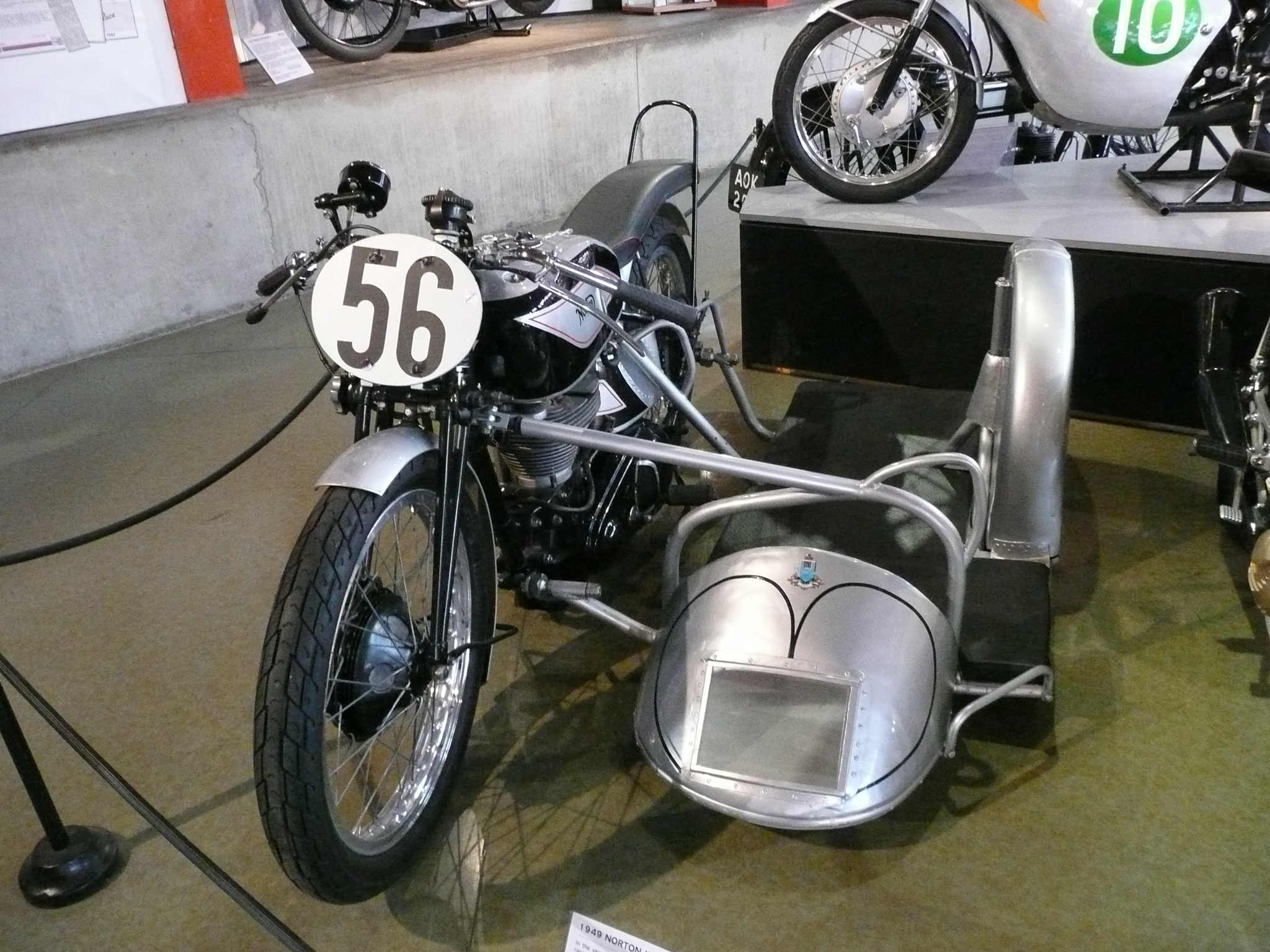
Norton-Watsonian wegracezijspan uit 1949

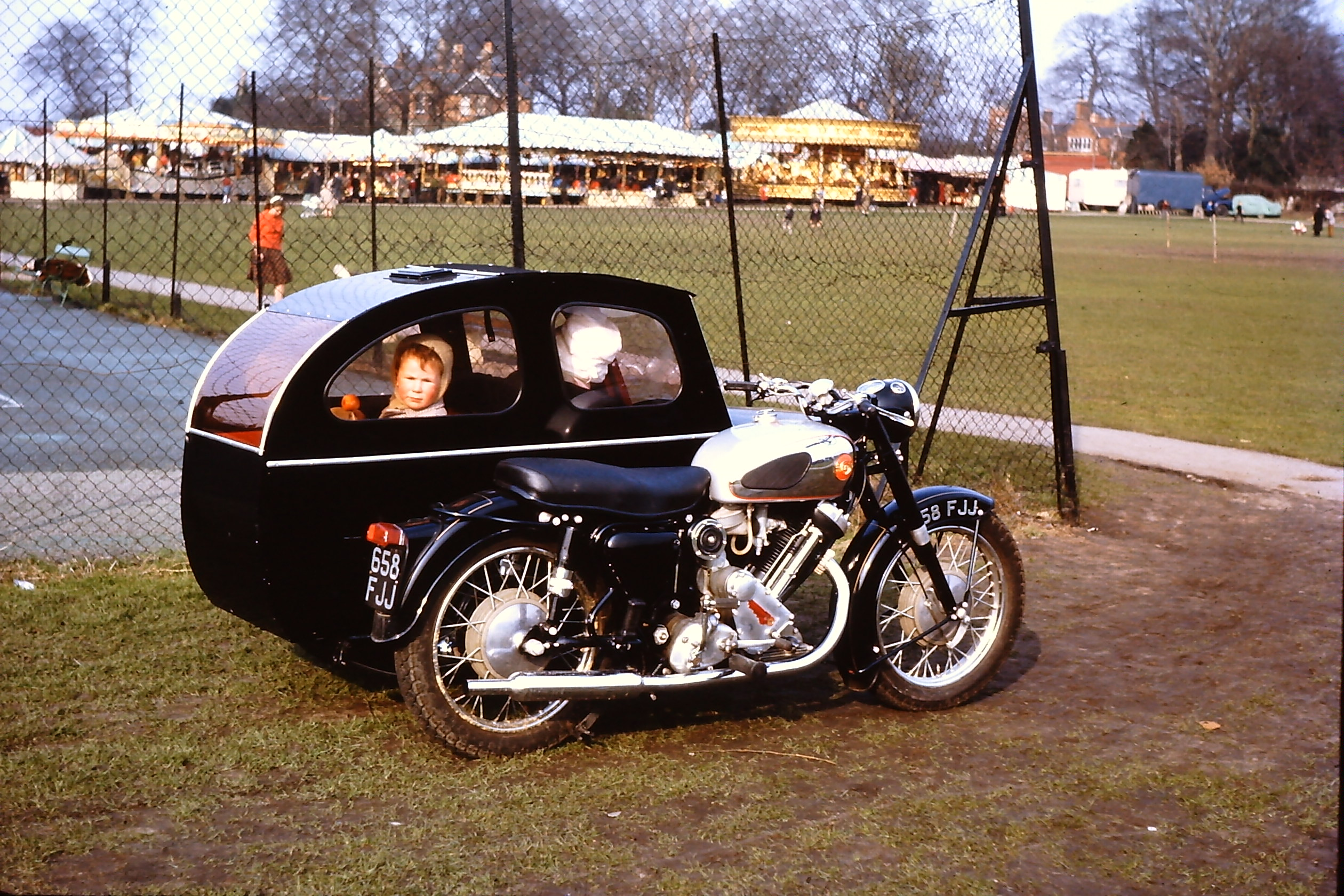
Watsonian familiezijspan gemonteerd aan een Panther S 120

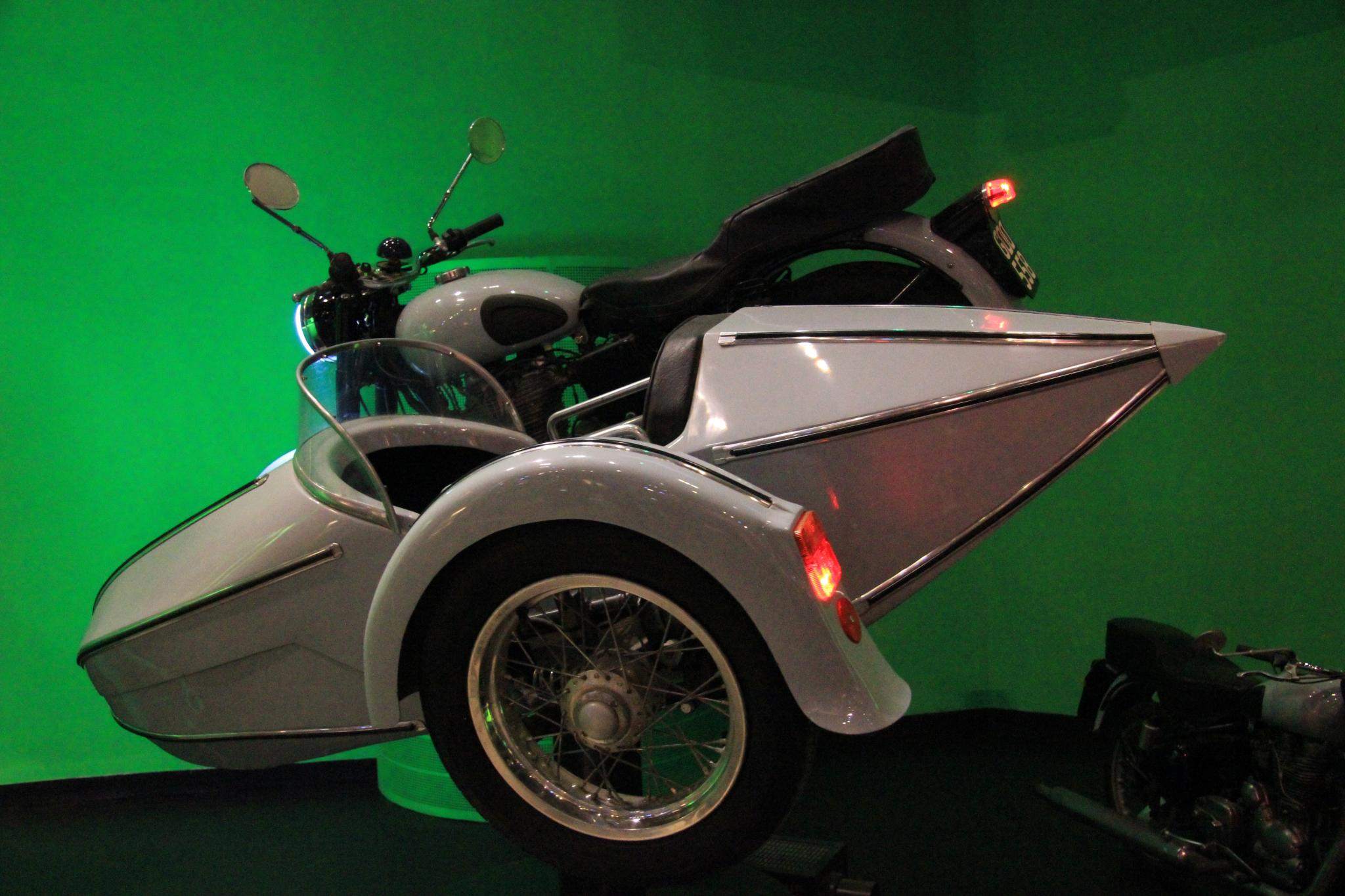
Royal Enfield met het "Watsonian Wizard" zijspan uit Harry Potter And The Deathly Hallows part 1

Watsonian is een merk van zijspannen dat in 1948 ook een prototype van een motorfiets presenteerde.
De bedrijfsnaam was: Watsonian Oxford.
Engels bedrijf van de familie Watson die in 1912 begon met de productie van zijspannen. Enige tijd later verhuisde het bedrijf naar Branwood en nog later naar Albion Street in Birmingham.
Al voor de Tweede Wereldoorlog werd een prototype van een motorfiets ontwikkeld omdat men vond dat de toekomst van de zijspannen alleen gegarandeerd was als er ook zware motorfietsen waren om deze te trekken. Het werd een 998 cc JAP-V-twin in een Watsonian-rijwielgedeelte, die echter nooit op de markt kwam.
In 1983 volgde de laatste verhuizing naar Northwick Park in Gloucestershire. Intussen is het bedrijf verkocht aan Doug Bingham, de Amerikaanse importeur van Watsonian. Tegenwoordig werkt men samen met het zijspanmerk Squire.